# Mason (Michigan)
Pour les articles homonymes, voir Mason.
Mason est une ville située dans l’État américain du Michigan. Elle est le siège du comté d'Ingham. Selon le recensement de 2010, sa population est de 8 252 habitants.
Mason a été nommé d’après Stevens T. Mason, le premier gouverneur de l’État.

## À noter
Mason est la seule ville aux États-Unis qui est siège d'un comté alors que la capitale de l'État se trouve dans une autre localité du même comté. Cependant, bien que Mason soit le siège du comté, un certain nombre de bureaux du comté et d'auditoires de tribunal sont situés à Lansing, capitale de l'État.